# Tian Shan Pai
Tian Shan Pai (天山派, Tianshanpai in Pinyin, T'ien shan p'ai in Wade-Giles) è un sistema di arti marziali cinesi di recente formazione. Nonostante faccia riferimento a storie antiche più o meno inventate, i Taolu che lo compongono provengono in larga parte dalla Zhongyang guoshu guan e comunque sono presi da altri sistemi.

## Lo stile tra storia e leggenda
I praticanti di questo stile ritengono che esso sia stato elaborato dai Bonzi Soldati (Sengbing) che alla fine dell'epoca della dinastia Ming si sarebbero rifugiati nell'area del Tianshan e vi avrebbero edificato un tempio. Si identifica poi con la presa del potere da parte della dinastia Qing, un momento significativo di questa scuola, in quanto il Monaco Hongyun (红云), appartenente a tale sistema, si sarebbe battuto per la restaurazione della dinastia Ming contro i nuovi regnanti, diffondendo così attraverso gesta eroiche la popolarità della scuola stessa. Tuttavia non esiste alcuna evidenza storica o archeologica sia dell'esistenza del tempio che dei suoi monaci.

### Wang Chue-Jen , la fonte delle informazioni
Questa Scuola compare a Taiwan tramite gli insegnamenti di Wang Chue-jen (anche conosciuto come Wang Jyue-jen). Egli ha tramandato di essere sessantatreesima generazione di questo stile ed ha divulgato le leggende a cui oggi la Scuola stessa fa riferimento. Originario del Sichuan, egli era di famiglia ricca ed il padre chiamò un insegnante di arti marziali per lui e per il fratello (tale Wang Ting-yuen), quando erano ancora bambini. Si è ipotizzato che egli abbia ereditato lo stile da Ho Ta-sun (anche conosciuto come Ho Yuen-ching). Molto del suo curriculum di insegnamenti include forme provenienti dallo Zhongyang Guoshu Guan, in quanto Wang fu allievo di questa Accademia.

### I Tian Shan Si
La storia tramandata in seno alla scuola indica la presenza di due monasteri nella zona del Tianshan (la montagna celeste o del cielo): Tianshansi e Hongyunsi (红云寺)..
Si racconta poi che Wang lang avrebbe visitato questi templi e che l'area geografica del Tianshan fosse famosa per i suoi praticanti di Sciabola.

### Alcune rivolte
I praticanti di tianshanpai associano il proprio stile ad alcune rivolte intervenute nell'area Occidentale della Cina durante l'epoca della dinastia Qing: 
- al periodo del regno dell'imperatore Qianlong (1736-1795), nell'ambito delle leggende di fondazione Tianshanpai[3], viene associata la demolizione da parte delle truppe imperiali dei monasteri della Montagna del Cielo.
- tra il 1862 ed il 1877 si ebbe poi un'altra vasta ribellione delle popolazioni dello Xinjiang[4] a cui i discepoli della Scuola della Montagna Celeste tramandano abbiano partecipato anche i propri adepti.

Queste notizie, pur essendo dei fatti storici ben precisi, in relazione al Tianshanpai perdono di storicità in quanto non esistono riferimenti documentali che comprovino tale relazione.

### Tianshanpai e tempio Shaolin
Non si può fare a meno di notare la somiglianza di alcune storie con quelle reiterate dai praticanti di alcuni stili del Sud (Nanquan) e da altri a proposito del Tempio Shaolin:
- Distruzione del tempio ad opera di Qianlong a seguito della sua compromissione con i sostenitori della dinastia Ming
- Il tempio è Buddista
- Wang Lang, antenato leggendario del Tanglangquan, passa un periodo nel tempio

### Hong Yun
Come abbiamo visto , al centro della storia di fondazione del Tianshanpai, c'è la leggenda di Hongyun. Questo personaggio sarebbe vissuto nel 1700 ed avrebbe deciso giovanissimo di entrare in convento. Abitando nelle vicinanze del Tianshansi, vi si recò per esservi preso come novizio, ma , per consuetudine, gli venne negato l'ingresso. Ciò serviva nei monasteri buddisti per saggiare la motivazione reale di coloro che volevano diventare monaci. Fu così che dopo alcuni giorni di attesa, egli fu trovato stremato davanti alla porta del monastero. Quello che i monaci videro gli valse il nome di Hongyun, nuvola rossa: il ragazzino si era tagliato accidentalmente ed il suo sangue aveva intriso la neve; un evento miracoloso fece sì che si trasformasse in una nuvola purpurea.
L'abate del tempio, Yuanjie, lo accettò quindi all'interno del monastero.
Egli era molto versato nelle arti marziali, tanto che rapidamente ottenne l'incarico di guidare i monaci soldati del monastero. Tuttavia, come spesso accade nella vita religiosa dei Monaci Buddisti, egli intraprese un lungo viaggio, nel corso del quale arricchì i propri saperi nel Wushu. Alla fine di questo peregrinare, egli tornò al Tianshansi dove realizzò due progetti: 
- costruire un nuovo monastero, a cui diede il nome di Yuanjuesi, in onore del suo vecchio abate[5].;
- fondare la Tianshanpai, in cui racchiudere e condensare le proprie esperienze marziali.

### Ricerche sulla storicità
Il maestro Willy Lin (Lin Shikuang, 林旭光) ha condotto delle ricerche al proposito dell'esistenza del Tempio Hongyunsi nello Xinjiang senza avere alcun riscontro, anzi constatando il contrario.
La conclusione dell'articolo che descrive questa ricerca è molto significativa: "Sebbene Lin non abbia potuto verificare le origini del sistema del suo maestro, egli crede fermamente che ciò non faccia differenze. Il fatto è che oggi esiste un sistema detto Tianshanpai ed esso è praticato da centinaia di migliaia di persone in tutto il mondo…. Semplicemente perché è buono e perché funziona. Questa è la vera eredità della Tianshanpai."
I templi sono stati ricostruiti dopo i suoi viaggi nel Tian Shan; nel 1999 il governo centrale li ricostruì dove si presume che fossero. I due templi in origine erano entrambi taoisti, ma nella ricostruzione quello più grande divenne buddista. Entrambi si trovano sulle rive opposte del lago Tianchi (lago Celeste) sempre nello Xinjiang.

## Il metodo
Come avveniva nell'organizzazione didattica dello Zhongyang Guoshu Guan anche il Tianshanpai suddivide i propri insegnamenti in un programma di insegnamento di Waijia Quanfa (外家拳法, metodo di pugilato della famiglia esterna) ed in un programma di Neijia Quanfa (内家拳法, metodo di pugilato della famiglia interna), cercando di creare una sintesi tra i due sistemi, in cui il combattimento utilizza il variegato ventaglio di metodologie che la storia del Wushu ha prodotto. Utilizzando la terminologia dell'Accademia Centrale,  la Famiglia Esterna è detta Shaolin e quella interna Wudang. In questa scuola viene dato anche risalto alla pratica del Qigong che viene considerata una pratica ascetica e meditativa a sé stante, che completa la struttura dello stile in una terna di settori principali.
Nel Tianshanpai sono incorporate diverse tecniche (in alcuni casi sistemi marziali veri e propri): Qinna; Shuaijiao; Ditangquan; Dianxue.
Il metodo Tianshanpai si sviluppa nel Wugong (武功,lavoro marziale), nello Shengong (身功,lavoro fisico), Neigong (内功,lavoro interno) e si fonda, a detta dei suoi praticanti, su una profonda conoscenza dei vari campi dello scibile umano applicabili al combattimento.

### Il Curriculum di Huang Chien-liang
Questo elenco di forme è quello che compare nel sito ufficiale del Maestro Huang Chien-Liang. Oltre aver tolto la divisione in gradi con relative cinture, questa è una rielaborazione libera di quell'elenco:

#### Taolu a mano nuda
- Chujiquan (初级拳, Pugilato Elementare o Primario);
- Chujiquan Duilian (初级拳对练, Allenamento in Coppia del Chujiquan);
- Zhongjiquan (中级拳, Pugilato Intermedio);
- Zhongjiquan Duilian (中级拳对练, Allenamento in Coppia del Zhongjiquan);
- Xiao Wuhua (小武花, Piccolo Fiore Marziale);
- Longquan (龙拳, Pugilato del Drago);
- Meihuaquan (梅花拳, Pugilato del Fiore di Prugno);
- Luohanquan (罗汉拳,Pugilato degli Arath);
- Meihua Lianhuantui (梅花连环腿, Gambe Concatenate del Fiore di Prugno);
- Bājíquán (八极拳, Pugilato degli Otto Estremi);
- Xiao Huyan (小虎燕, Piccolo Tigre e Rondine);
- Chatui (叉腿, Gambe Incrociate);
- Baima Xiashan (白马下山, Il cavallo bianco scende la montagna);
- Xiao Hongquan (小红拳, Piccolo Pugilato Rosso);
- Houquan (侯拳, Pugilato della Scimmia);
- Zuiquan (醉拳, Pugilato dell'ubriaco);
- Sunbinquan (孙宾拳,Pugilato di Sun Bin);
- Digongquan;
- Tanglangquan;
- Chaquan;
- ecc.

#### Armi
- Panlong Biangan (蟠龙鞭杆, Bastone Frusta del Drago Serpeggiante);
- Meihua dandao (梅花单刀, Sciabola Singola del Fiore di Prugno);
- Baimei gun (白眉棍, Bastone di Sopracciglia Bianche);
- Yanxing jian (燕形剑);
- Tianshan Qiangfa (天山枪法, Metodo di Utilizzo della lancia Tianshan):
- Duan Bang Duibi (短棒对比, Confrontarsi con il Bastone Corto)
- dandao dui qiang (Sciabola contro lancia);
- meihua shuangjian (梅花双剑, doppie spade del fiore di prugno);
- jiujienbian (九节鞭, catena a nove sezioni);
- Qinna Duilian (Allenamento in Coppia delle Prese );
- dandao Duibi (单刀对比, confrontarsi con le sciabole);
- dadao dui dandao (大刀对单刀, alabarda contro sciabola);
- sanjiegun (三节棍, bastone a tre sezioni);
- meihua shuangdao (梅花双刀, doppie sciabole del fiore di prugno);
- Panlonggun xing qiang (蟠龙棍行枪, Bastone del drago serpeggiante contro lancia);
- Hutou shuanggou (虎头双钩,doppi uncini a testa di tigre)
- shuangdao po hua qiang (双刀破花枪,le doppie sciabole sconfiggono la lancia del fiore);
- zhanmadao dui qiang (战马刀对枪, la sciabola del cavallo da guerra contro lancia);
- Cunqiu dadao (春秋大刀, Alabarda delle primavere e degli autunni);
- Sancaijian (三才剑,Spada dei tre poteri);
- Ecc.

#### Sistemi
- Sanda (散打)
- Taijiquan
- Xingyiquan
- Baguazhang
- Shuaijiao
- Meditazione Taoista

## Diffusione
Da Taiwan, dove conta tutt'oggi un largo seguito, la scuola si è diffusa nei vari continenti, in particolare negli Stati Uniti ed in Italia. Negli Stati Uniti operano maestri quali Willy Lin e Huang Chien-liang con numerosi centri affiliati. In Italia essa è rappresentata dall'Accademia Nazionale T'ien Shan P'ai e dal maestro Alati Andrea.
In Cina questo stile è pressoché sconosciuto; lo si ritrova in alcuni videogiochi ed in pochi articoli in cui si parla di due maestri di Tianshanpai: Fang Ruqia (方汝楫) e Li Shisen (李世森). Essi parlano delle origini del Tianshanpai ad un Simposio dell'Associazione di Taijiquan dello Xinjiang (Xinjiang Taijiquan Xiehui新疆太极拳协会) e dimostrano il Bamenquan (八门拳, Pugilato delle Otto Porte) ed il Tianji Gunfa (天启棍法, Metodo del bastone dell'oracolo), come basi e pugilato, invece sciabola, lancia, spada e bastone come forme inserite della Scuola della Montagna Celeste. Li Shisen ha dimostrato Tianshan Fengxuezhang (天山风踅掌, il palmo che imara dal vento del Monte Celeste) e nel corso dell'intervista ha raccontato di avere appreso le arti marziali da Li Zongde (李宗德).
Una delegazione di atleti di Wushu dello Xinjiang si è recata a Tianjin ad incontrare un praticante di Mizongquan della famiglia Huo, Féng Yusheng (馮玉生). Durante tale incontro Mei Wenxin (姜文信) ha raccontato di praticare Tianshanpai e che ci sono due anziani insegnanti, Fang Ruqia e Li Shisen, che hanno creato questo stile.
(Mei Wenxin (姜文信) Xinjiang dui de laoren gaoqi Tianshanpai)